# 2',3'-Ciklični-nukleotid 3'-fosfodiestaraza
2',3'-Ciklični-nukleotid 3'-fosfodiestaraza (EC 3.1.4.37, ciklična-CMP fosfodiesteraza, 2',3'-ciklična AMP fosfodiesteraza, ciklična 2',3'-nukleotidna 3'-fosfodiesteraza, ciklična 2',3'-nukleotidna fosfodiesteraza, 2',3'-ciklična nukleozid monofosfatna fosfodiesteraza, 2',3'-ciklična nukleotidna 3'-fosfohidrolaza, CNPaza, 2',3'-ciklična nukleotidna fosfohidrolaza, 2':3'-ciklična nukleotidna 3'-fosfodiesteraza, 2':3'-CNMP-3'-aza) je enzim sa sistematskim imenom nukleozid-2',3'-ciklična-fosfat 2'-nukleotidohidrolaza. Ovaj enzim katalizuje sledeću hemijsku reakciju
nukleozid 2',3'-ciklična fosfat + H2O {\displaystyle \rightleftharpoons } nukleozid 2'-fosfat
Moždani enzim deluje na 2',3'-ciklična AMP brže nego na UMP ili CMP derivate.

## Literatura
- Nicholas C. Price; Lewis Stevens (1999). Fundamentals of Enzymology: The Cell and Molecular Biology of Catalytic Proteins (Third изд.). USA: Oxford University Press. ISBN 019850229X.
- Eric J. Toone (2006). Advances in Enzymology and Related Areas of Molecular Biology, Protein Evolution (Volume 75 изд.). Wiley-Interscience. ISBN 0471205036.
- Branden C; Tooze J. Introduction to Protein Structure. New York, NY: Garland Publishing. ISBN 0-8153-2305-0.
- Irwin H. Segel. Enzyme Kinetics: Behavior and Analysis of Rapid Equilibrium and Steady-State Enzyme Systems (Book 44 изд.). Wiley Classics Library. ISBN 0471303097.
- William P. Jencks (1987). Catalysis in Chemistry and Enzymology. Dover Publications. ISBN 0486654605.

## Spoljašnje veze
- 2',3'-cyclic-nucleotide+3'-phosphodiesterase на 